# 김세영 (골프 선수)
김세영(1993년 1월 21일~)은 대한민국의 프로 골프 선수이다.
2010년 프로로 전향해 KLPGA 투어에서 통산 5승을 거뒀다. 2014년 말 미국여자프로골프(LPGA) 투어 퀄리파잉 스쿨을 공동 6위로 통과해 시드를 획득한 후 2015년부터 LPGA에서 활약 중이다.
LPGA 데뷔해인 2015년 2월 퓨어실크 바하마 클래식에서 첫 우승을 신고한 김세영은 같은 해 4월에는 롯데 챔피언십에서, 10월말엔 블루베이 LPGA에서 우승을 차지하며 생애 한 번밖에 없는 신인상을 수상하게 된다. 주특기인 장타와 최강의 멘탈로 무장한 김세영은 공격적인 플레이를 앞세워 메이저 1승을 비롯해 현재 LPGA 투어 통산 12승을 기록하고 있다. 또한 김세영은 2016년에 이어 2021년에도 올림픽 국가대표로 활동을 하였다.